# Хусаїн
Хусаї́н (рос. Хусаин, башк. Хөсәйен) — присілок у складі Альшеєвського району Башкортостану, Росія. Входить до складу Кармишевської сільської ради.
До 10 вересня 2007 року присілок називався Роз'їзда Слак.
Населення — 8 осіб (2010; 22 в 2002).
Національний склад:
- башкири — 54 %
- росіяни — 32 %